# Волынец, Марк Михайлович
Марк Михайлович Волынец (13 июля 1925 — 18 февраля 2022) — советский кинооператор, член Союза журналистов и Союза кинематографистов России.

## Биография
Окончил ВГИК в 1952 году, с 1956 года работал на Центральном телевидении. За годы работы на ТВ (1956—1993) им снято 70 фильмов разных жанров, в том числе 10 авторских, а также сотни передач, более 2000 сюжетов и очерков.
Одному из первых на ТВ была присвоена высшая категория оператора-постановщика. С 1966 года преподаватель «Института повышения квалификации работников радио и ТВ», в 1995 году присвоено звание доцента.
За эти же годы в соавторстве с З. Кисляковой подготовил около сотни сценариев для детской редакции ЦТ и 14 пьес для театров кукол.
Читал курс лекций в ИПК на тему «Композиция» и «Работа оператора со светом».

## Фильмография
Режиссёр-постановщик и сценарист:
- 1968 — «Там за окошком лето» (к/м; сценарист в соавтор. с З. Кисляковой)

Оператор-постановщик:
- 1957 — «Пушкин» (фильм-спектакль)
- 1958 — «Мелодии Бразилии» (фильм-спектакль)
- 1959 — «Растеряева улица» (телеспектакль)
- 1959 — «Егерь» (к/м)
- 1960 — «Драма» (к/м)
- 1963 — «Хозяйка Медвежьей речки»
- 1964 — «Голубая чашка»
- 1967 — «Самая высокая…» (праздничный новогодний «Голубой огонёк» 1967 года)
- 1987 — Этот фантастический мир. Выпуск 12: «С роботами не шутят»
- 1987 — «Всё это было, было, было…» и др.